# ひょっこりはん
ひょっこりはん（1987年〈昭和62年〉4月28日 - ）は、日本のお笑いタレント、俳優。
本名は宮下 聡（みやした さとし）。滋賀県守山市出身。吉本興業所属。身長174 cm、血液型B型。既婚。

## 来歴・人物
滋賀県立草津東高等学校体育科卒業後、2年間の浪人生活を経て早稲田大学人間科学部へ入学。金子孝夫（情報コミュニケーション）のゼミで学ぶ。卒業論文は「仮想空間におけるビジネスの可能性」。
高校では、本人曰く「他のクラスよりも平均点が10点ほど低いクラスで、自分の成績も下から数えた方が早かった」とのことだった。
ソフトテニスを特技とし、高校時代はインターハイに出場。大学時代に高校生時代の同級生に誘われてお笑いサークル「早稲田大学お笑い工房LUDO」に在籍し「エニグマ」というコンビで活動、第10代幹事長を務めた経験を持つ。しかし、親には「芸人にはならない。お笑いをやるのは大学生の時だけ」と話していたという。趣味は、ストレッチ、ヨガ、サイクリング、漫画、絵本である。
元々就職先は、裏方として面白いものを作りたいという思いがあったことから、テレビ局志望だった。就職活動はマスコミを狙って行っていたがうまくいかず、しかしこれを絶好のチャンスとしてプロの芸人を目指すことに方向転換。大学卒業後、2012年に18期生としてNSC東京校に入校（同期におばたのお兄さんなど）。
2013年に知人の紹介で知り合った南部幸一（現在は構成作家・なんぶとして活動）とお笑いコンビ「ダイキリ」を結成。当時は主にしゃべくり漫才をしており、ツッコミ担当だった。ダイキリとしては2015年9 - 10月に放送された『爆笑ファクトリーハウス 笑けずり』に出演、第4回放送で合宿12日目の「生き残りお笑いライブ」にて脱落している。(6位/9組中)「トロフィーズ」への改名を経て2016年3月に解散、同年4月よりピン芸人としての活動を始めた。解散の理由は、コンビ内でネタ作りに加えほぼ主導権を握っていた南部との軋轢が深まったことで、『笑けずり』では南部から「お前は緊張する場面で急に何もしなくなる、それじゃあ学芸会の木と一緒だ」などと強く叱責される姿が流されたほか、他の芸人たちが楽しそうにネタをやっている姿を見て「まずネタをやる側が楽しまないと面白いネタはできない」と悟ったそうで、「このコンビでは自分が楽しみながらのお笑いはできない＝面白いネタはできない」との結論に至ったという。なお、ダイキリ時代はスーツを着てネタを演じていたこともあったが「その自分の姿に違和感があって、その先の自分がイメージ出来なかった」とも話している。
『おもしろ荘』（日本テレビ系列）などへの出演をきっかけに、注目を集める。
2019年4月2日より、YouTubeチャンネル「ひょっこりはんチャンネル」を開設し、毎週水曜日に動画投稿を行っている。
中学生の頃までは人前に出ることは平気な方だったが、高校生になった後、ネタでスベらされるのを経験したことから、ふさぎがちになったことがあったという。
ロザンの宇治原史規とははとこ同士である（お互いの母親がいとこ同士）。ただ、子供の頃には会ったことが無く、会ったのは二人ともよしもと入りしてからのことだった。
2019年10月3日、結婚を発表。相手の女性は彼の芸人活動開始当初から交際していた人物で、予てより彼の衣装作りの手伝いをするなど芸能活動に協力していた。加えて自身が落ち目のタイミングでの結婚を断行したため、SNS上では長年の交際を実らせた一途な姿勢、男としての覚悟を賞賛し、猫塾　酒寄やバンジーガム　松永などから芸人仲間からの祝福する声が中心であった。
2020年8月3日、第一子となる男児が誕生したことを自身のツイッターにて報告した。

## 芸風
マッシュルームカットに黒縁眼鏡、赤い蝶ネクタイをつけ「ひょっこりはん」と書かれた白いタンクトップに青い下半身タイツが舞台衣装。衣装は交際している彼女（現在の夫人）による手作りである。音楽のリズムに合わせてひたすら様々な場所から「はい、ひょっこりはん」のかけ声と共に「ひょっこり」顔を出すというショートコントが持ちネタ。芸名の由来は、もともと周囲から「ひょっこりしている」と言われることが多かった所からだという。本人は「喋りで頑張っても、まず顔のことについて言われるので、だったらその見た目を活かせるような名前にしよう」としてこの芸名を付けたということで、そこからパッと見ですぐわかるような外見を目指すことになったという。最初、芸名の案として「いちにの聡」「ムードメーカー聡」などが思い付いたが結局どれもピンと来ず、その中である日ふと「ひょっこり」という言葉が思いついてこれに？決め、「くん」や「さん」よりは柔らかいイメージだからと、「はん」を選んでこれに付けた。
上記のネタ時のBGMは、フリー音楽素材サイト「MusMus」が配布する楽曲「Sonorously Box」の冒頭7秒部分を編集したものを2018年5月まで使用していた。
上記のネタは他人でも真似しやすかったことから、バラエティ番組やイベントでは白石麻衣をはじめとした共演のアイドルやタレントが「ひょっこり」顔を出すしぐさを披露し、面白さよりもかわいさで好評を得ることがある。2018年春頃は番組外のSNS上でも流行し、複数の有名人が「ひょっこり」顔を出す写真を投稿し話題を呼んだ。
他には小籔千豊の顔真似という持ちネタもある。

### BGMを巡る騒動
「ひょっこり」顔を出すネタ時のBGMはフリーBGMサイト「MusMus」で提供されている「Sonorously Box」という楽曲が使用されていた。2018年5月31日、MusMusは「楽曲の著作者がMusMusであると示す場合に限って無料で利用できる」「著作者を示せない場合は有償での利用となる」「楽曲を他者に二次配布してはならない」といった利用規約を定めているが、ひょっこりはん側は著作者表示をせずに利用したにもかかわらず、それに対する利用料を支払わなかったほか、他の企業に音楽を二次配布していた。
2018年4月にMusMusの管理人であるwatsonが、ひょっこりはんを起用したキャンペーン動画「ひょっこりはんの正しい #キャベバンバン」について日清食品に問い合わせたところ、二次配布が発覚した。watsonはこれを受け、ひょっこりはんに対して後追いで規約に準じた利用をすればよい旨を厚意で申し入れていた。しかし、その後に「Sonorously Box」を改変した楽曲が製作され、大手音楽配信サイト等で無許可販売されていたことに気づき、抗議と販売停止依頼を要望した。それにもかかわらず進展が無かったことで、watson側がブログで情報の公開に踏み切った。
これを受け、よしもとミュージックエンタテインメントは各音楽配信サイトに対し申し入れを行い、その日のうちに改変楽曲の配信が停止された。また、6月2日にフジテレビ『ネタパレTHEゴールデン』にひょっこりはんが出演した際、「Sonorously Box」を使用せず別の楽曲がネタ中に使用された（ただし、6月9日に日本テレビ『嵐にしやがれ』に出演した際には「Sonorously Box」の音程を少しだけ変えたものが使用されている）。
6月3日、MusMusのブログにて「MusMusの楽曲とそれに類似している楽曲の使用・販売の停止」「すでに二次配布した先への音源取り扱いの訂正連絡」を吉本興業が約束したことから、これ以上の訴えを起こさないこと、また、MusMus側からの申し出で利用料などの金銭を受け取らないことを表明し、著作権侵害問題は決着した。
6月13日、『よしもとオススメ芸人2018 お披露目会』（東京・ルミネtheよしもと）に出演し、騒動後初めて公の場に姿を現した。出演当初は何事もなかったかのようにネタを披露していたが、MCを務めていたとろサーモン久保田に騒動について問われ、しどろもどろになりながらも初めて謝罪を行った。イベント後の報道陣による取材でも改めて謝罪や現状の報告を行い、今後のBGMについては「新しいBGMを作って頑張っていこうと思います」と語った。騒動発覚以後、自身のTwitterやInstagramの更新を停止し、謝罪や騒動の説明などを行わずに沈黙を続けていたことから、ウェブ上では非難の声が相次いでいたが、同イベントの翌日には騒動発覚以来およそ2週間ぶりにTwitterとInstagramを更新し、謝罪とMusMusへの感謝の文章を投稿した。

## 出演

### バラエティ
- ぐるぐるナインティナイン（日本テレビ、2017年 - 2018年）
- さんまのお笑い向上委員会（フジテレビ、2018年）
- おはスタ（テレビ東京、2018年6月27日 - ）水曜コーナー「どこからひょっこりはん」に出演。2020年8月25日放送では「明日をつくろう」の合唱企画に参加のため、久しぶりの出演を果たした。
- 仙台放送企画PR（仙台放送、2018年4月 - ）
- 鉄オタ選手権〜阪神電車の陣〜（NHK大阪、2018年）
- 5きげんテレビ（テレビ岩手、2019年3月12日）
- 新婚さんいらっしゃい!（ABCテレビ、2020年7月12日）妻は声のみの出演

### テレビドラマ
- 99.9-刑事専門弁護士- SEASON II 第8話（2018年3月11日、TBS） - 本人 役
- ドロ刑 -警視庁捜査三課- 第1話（2018年10月13日、日本テレビ） - スリ 役
- 騎士竜戦隊リュウソウジャー 第25話（2019年9月9日、テレビ朝日） - アニキン 役
- トモダチゲームR4 第5話 - 第7話（2022年8月20日 - 9月3日、テレビ朝日） - 後田渡 役
- 恋愛のすゝめ（2023年11月22日 - 1月17日、TBS） - 亀岡忍 役 [33]

### 映画
- がっこうぐらし!（2019年1月25日） - ゾンビ 役（特別出演）
- オールドカー てんとう虫のプロポーズ（2025年5月23日）[34]

### 舞台
- 最強で最高の自慢の息子！（2022年3月1日 - 11日、草月ホール） - 八神陸 役[35]
  - 最強で最高の自慢の息子 Season2（2023年6月22日 - 7月2日、東京・草月ホール） - 八神陸 役[36]
- ガーすけと桜の子（2023年3月3日 - 5日、COOL JAPAN PARK OSAKA TTホール / 2023年3月10日 - 12日・14日 - 19日、草月ホール） ｰ 冬月 ハデス役[37]
- ハリー・ポッターと呪いの子（2024年7月8日 - 10月30日、TBS赤坂ACTシアター） - ロン・ウィーズリー 役[38]

### CM
- Y!mobile・ワイモバ学園 「盛り盛り写真部」篇
- UHA味覚糖・コロロ 「ひょっコロロ その1」篇、「ひょっコロロ その2」篇
- デファクトスタンダード　ブランディア「トリセツダンスひょっこりはん」篇 （2018年10月13日）
- 湖池屋・湖池屋STRONG「NEWひょっこりはん」篇、「がっつりはん」篇（2021年3月）
- アサヒ飲料・WONDA　(2023年4月～）湾田の後輩役